# Манаслу
Манаслу (मनास्लु, такође Кутанг) је планина у Непалу, у планинском ланцу Мансири Хималаји, који је део ланца Хималаја. Једна од укупно четрнаест планина виших од 8000 метара, и с 8156 метара надморске висине, осма највиша планина на свету.

## Опис
Манаслу, чији назив вуче корен од санскртске речи Манаса, у преводу "Планина духа", највиша је планина у непалском дистрикту Ламјунг. Лоцирана је око 65 км источно од Анапурне, десетог највишег планинског врха на свету. Дугачки гребени и ледници у долинама пружају приступачне прилазе из свих смерова планини која кулминира стрмо уздигнутим врхом над околним пејзажом, што је врло препознатљива појава на великим удаљеностима.

## Успони
1950. Х.В. Тилман установио је могућност успона на врх по североисточној страни. 1952. јапански истраживачки тим достигао је на источној страни 5275 м надморске висине, док је идуће године јапанска експедиција с 15 пењача покушала успон на врх, али само су три алпиниста досегла 7750 м пре одустајања. 1956, такође јапански тим постиже први успешан успон с пењачима Тошиом Иманишијем и непалским Шерпом Галзеном Норбуом. 1971, Казухару Кохара и Мотоки, чланови једанаесторочлане експедиције пењу се на врх по северозападном гребену, док је идуће године аустријски тим освојио врхунац успоном по југозападној страни. 1974, искључиво женска јапанска експедиција, пење се на врх Манаслуа, а Наоко Накасеко, Масако Учида и Мијеко Мори постају прве жене које су освојиле планински врх изнад 8000 метара 
висине. 1984, Пољаци Мациеј Бербека и Рyсзард Гајеwски постижу први успон за вријеме зиме, по стандардном путу успона.